# جانغ هيون سيونغ
جانغ هيون سيونغ (الكورية: 장현승، من مواليد 3 سبتمبر 1989) هو مغني كوري جنوبي. يشتهر بأنه عضو سابق في مجموعة هايلايت، كيوب إنترتينمنت. أصدر أغاني فردية وألبومات باللغتين الكورية واليابانية.

## روابط خارجية
- جانغ هيون سيونغ على موقع IMDb (الإنجليزية)
- جانغ هيون سيونغ على موقع ميوزك برينز (الإنجليزية)
- جانغ هيون سيونغ على موقع ديسكوغز (الإنجليزية)